# 舘谷台
舘谷台（たてやだい）は、東京都あきる野市の町名。住居表示未実施区域。人口はごくわずかである。

## 地理
あきる野市の西部に位置し、南西に五日市、北西に入野、東に三内、他は舘谷と接している。

## 学区
市立小・中学校に通う場合、学区は以下の通りとなる（2025年4月時点）。
- 区域 : 全域
  - 小学校 : あきる野市立五日市小学校
  - 中学校 : あきる野市立五日市中学校

## 交通

### 鉄道
- JR東日本 五日市線
  - 武蔵五日市駅

### 道路
- 東京都道7号杉並あきる野線
- 東京都道31号青梅あきる野線

## 事業所
2021年（令和3年）現在の経済センサス調査による事業所数と従業員数は以下の通りである。
- 事業所数 : 7事業所
- 従業員数 : 155人

### 事業者数の変遷
経済センサスによる事業所数の推移。
| 年                 | 事業者数 |
| ------------------ | -------- |
| 2016年（平成28年） | 5        |
| 2021年（令和3年）  | 7        |

### 従業員数の変遷
経済センサスによる従業員数の推移。
| 年                 | 従業員数 |
| ------------------ | -------- |
| 2016年（平成28年） | 123      |
| 2021年（令和3年）  | 155      |

## 施設
- 武蔵五日市駅前郵便局[8]
- 西東京バス五日市営業所

## その他

### 日本郵便
- 郵便番号 : 190-0166[2]（集配局 : あきる野郵便局[9]）。